# Cantonul Vertus
Cantonul Vertus este un canton din arondismentul Châlons-en-Champagne, departamentul Marne, regiunea Champagne-Ardenne, Franța.

## Comune
| Comune                         | Populație (1999) | Cod poștal | Cod INSEE |
| ------------------------------ | ---------------- | ---------- | --------- |
| Bergères-lès-Vertus            | 540              | 51130      | 51049     |
| Chaintrix-Bierges              | 227              | 51130      | 51107     |
| Clamanges                      | 188              | 51130      | 51154     |
| Val-des-Marais                 | 490              | 51130      | 51158     |
| Écury-le-Repos                 | 81               | 51230      | 51226     |
| Étréchy                        | 117              | 51130      | 51239     |
| Germinon                       | 111              | 51130      | 51268     |
| Givry-lès-Loisy                | 84               | 51130      | 51273     |
| Loisy-en-Brie                  | 187              | 51130      | 51327     |
| Pierre-Morains                 | 103              | 51130      | 51430     |
| Pocancy                        | 178              | 51130      | 51435     |
| Rouffy                         | 94               | 51130      | 51469     |
| Saint-Mard-lès-Rouffy          | 91               | 51130      | 51499     |
| Soulières                      | 128              | 51130      | 51558     |
| Trécon                         | 69               | 51130      | 51578     |
| Vélye                          | 76               | 51130      | 51603     |
| Vert-Toulon                    | 307              | 51130      | 51611     |
| Vertus                         | 2 513            | 51130      | 51612     |
| Villeneuve-Renneville-Chevigny | 297              | 51130      | 51627     |
| Villeseneux                    | 126              | 51130      | 51638     |
| Voipreux                       | 181              | 51130      | 51651     |
| Vouzy                          | 254              | 51130      | 51655     |